# Emoia boettgeri
Emoia boettgeri este o specie de șopârle din genul Emoia, familia Scincidae, descrisă de Sternfeld 1918. A fost clasificată de IUCN ca specie în pericol. Conform Catalogue of Life specia Emoia boettgeri nu are subspecii cunoscute.